# Alcorcón

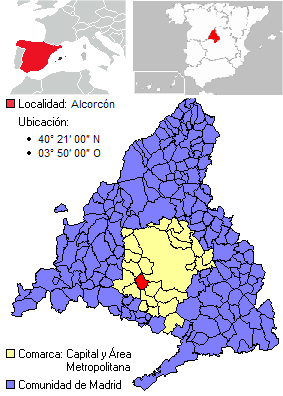
Localização de Alcorcón

Alcorcón é um município da Espanha na província de Madrid, comunidade autónoma da Madrid. Situa-se a 13 km de Madrid a sudoeste. Tem uma área de 33,7 km² e a população é de 168.299 habitantes (censo oficial a 1 de Janeiro de 2010). Nela há um campus da Universidad Rey Juan Carlos.
A Agrupación Deportiva Alcorcón, um clube desta cidade que disputa a Segunda Divisão Espanhola, teve o seu maior feito ao golear a equipa do Real Madrid por 4 a 0 num jogo válido pela Copa del Rey de 2009-10.